# وستفیلد (آلاباما)
وستفیلد، آلاباما (انگلیسی: Westfield, Alabama) یک شهر ثبت نشده و معدن سابق زغال سنگ در شهرستان جفرسون، آلاباما است. وستفیلد یک اردوگاه استخراج زغال سنگ برای شرکت زغال سنگ و آهن تنسی بود که توسط شرکت فولاد ایالات متحده خریداری شد و به عنوان یک جامعه کارگری برنامه‌ریزی شده فولاد که عمدتاً آفریقایی آمریکایی بودند توسعه یافت. ستاره بیسبال بازیکن حرفه ای ویلی میس در وستفیلد در سال ۱۹۳۱ به دنیا آمد.